# Vernel Fournier
Vernel Anthony Fournier

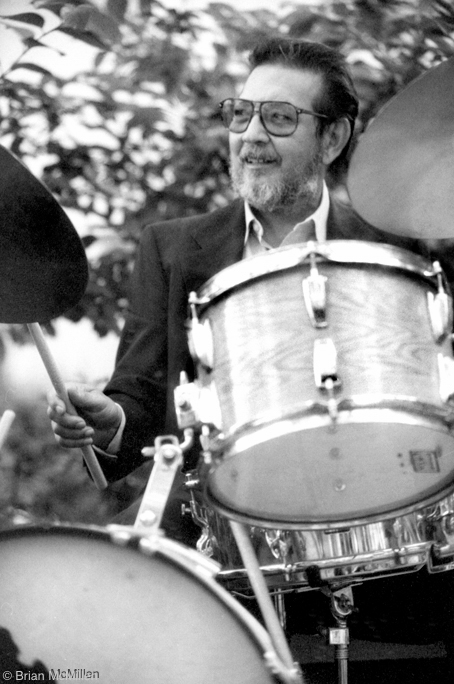
Vernel Fournier

(* 30. Juli 1928 in New Orleans; † 4. November 2000 in Jackson (Mississippi)) war ein US-amerikanischer Jazz-Schlagzeuger. Bekannt wurde er durch sein Spiel im Trio des Pianisten Ahmad Jamal.

## Leben und Wirken
In seiner Heimatstadt New Orleans begann er mit zehn Jahren in Marschbands zu spielen, wie den Young Swingsters. In dieser Zeit erhielt er Unterricht von dem New-Orleans-Jazz-Schlagzeuger Sidney Montague. 1945/46 studierte er am Alabama State College, wo er in Studentenbands spielte; in New Orleans arbeitete er sowohl mit Musikern des Traditional Jazz wie auch des Bebop. 1946 zog er nach Chicago, wo er zunächst in der Rhythm and Blues Band von King Kolax spielte.
Dort spielte er dann mit vielen Chicagoer Musikern wie Paul Bascomb und Teddy Wilson. Von 1953 bis 1955 arbeitete er als Hausschlagzeuger im Bee Hive Club an Chicagos South Side, wo er durchreisende Solisten wie Lester Young, Ben Webster, Sonny Stitt, J. J. Johnson und Stan Getz begleitete. Im Trio von Norman Simmons spielte er 1956 (Norman Simmons Trio). 1957 wurde er Mitglied im Trio von Ahmad Jamal, dem auch der Bassist Israel Crosby angehörte; er blieb bis 1962 in der Gruppe. Das Trio trat in der Pershing Lounge auf und nahm eine Reihe erfolgreicher Alben für Argo/Chess Records auf; wie das 1958 erschienene Album Live at the Pershing und Ahmad Jamal Trio Volume IV. In seinem oft unterbewerteten Stil fiel vor allem sein subtiles Spiel mit dem Besen auf.
Nach seinem Weggang von Jamal wurde Fournier zwei Jahre lang Mitglied der Band von George Shearing. Anfang der 1960er Jahre wirkte er auch an Plattenaufnahmen von Sam Jones und Kenny Burrell mit, 1965/66 spielte er erneut bei Ahmad Jamal, außerdem begleitete er die Sängerin Nancy Wilson. Ab 1979 leitete er in Chicago ein eigenes Trio. 1975 konvertierte er zum Islam und nahm den muslimischen Namen Amir Rushdan an.
1980 zog er nach New York und arbeitete mit dem Saxophonisten Clifford Jordan, begleitete gelegentlich die Sänger Billy Eckstine und Joe Williams und die Pianisten John Lewis und Barry Harris. In New York hatte er ein eigenes Trio und arbeitete als Lehrer in Barry Harris’ Jazz Cultural Theatre, der New School und dem Mannes College of Music. 1990 verbrachte er zwei Monate in Japan, wo er im Trio mit Tardo Hammer und Victor Sproles auftrat.
1994 erlitt er einen Schlaganfall, was seine Musiker-Karriere beendete, aber er setzte seine Aktivitäten als Lehrer fort. 1998 zog er in den Bundesstaat Mississippi, wo er im Jahr 2000 an einem Hirn-Aneurysma verstarb.